# Пеза (приток Шуи)
Пеза — река в России, протекает в Парфеньевском районе Костромской области. Устье реки находится в 72 км по левому берегу реки Шуи. Длина реки составляет 28 км, площадь водосборного бассейна — 287 км².
Река начинается в болотах восточнее деревни Антропово в 22 км к северо-западу от города Нея. Генеральное направление течения — юг. Притоки: Мельмыш, Нозьма, Коновка (правые); Пода (левый). В районе впадения крупнейшего притока, Нозьмы, вокруг реки сеть мелиоративных каналов. Ниже река пересекает ж/д Буй-Котельнич у деревни Тарасово и в 3 км к западу от посёлка и станции Номжа. Нижнее течение проходит по ненаселённому лесному массиву. Впадает в Шую на границе с Нейским районом.

## Данные водного реестра
По данным государственного водного реестра России относится к Верхневолжскому бассейновому округу, водохозяйственный участок реки — Волга от города Кострома до Горьковского гидроузла (Горьковское водохранилище), без реки Унжа, речной подбассейн реки — Волга ниже Рыбинского водохранилища до впадения Оки. Речной бассейн реки — (Верхняя) Волга до Куйбышевского водохранилища (без бассейна Оки).
По данным геоинформационной системы водохозяйственного районирования территории РФ, подготовленной Федеральным агентством водных ресурсов:
- Код водного объекта в государственном водном реестре — 08010300412110000014176
- Код по гидрологической изученности (ГИ) — 110001417
- Код бассейна — 08.01.03.004
- Номер тома по ГИ — 10
- Выпуск по ГИ — 0

### Притоки (км от устья)
- 14 км: река Нозьма (пр)